# Hohenau (Adelsgeschlecht)

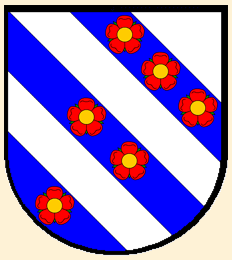
Wappenschild derer von Hohenau

Hohenau ist der Name eines erloschenen sachsen-meiningischen Adelsgeschlechts. Es geht auf Rosalie Gräfin von Hohenau, geborene von Rauch (1820–1879) zurück. Sie war die zweite, morganatische Ehefrau von Generaloberst Prinz Albrecht von Preußen, des jüngsten Bruders von Kaiser Wilhelm I., König Friedrich Wilhelm IV. von Preußen und Zarin Alexandra Fjodorowna von Russland. Die Hohenaus erbten von Prinz Albrecht Schloss Albrechtsberg in Dresden.

## Geschichte
1849 hatten sich Prinz Albrecht von Preußen, Sohn von König Friedrich Wilhelm III. und Königin Luise von Preußen, und seine erste Ehefrau Marianne Prinzessin von Oranien-Nassau, Tochter des niederländischen Königs Wilhelm I., scheiden lassen.
Prinz Albrecht heiratete 1853 in zweiter, nicht-standesgemäßer, d. h. morganatischer Ehe Rosalie von Rauch. Rosalie von Rauch war die frühere Hofdame der Prinzessin Marianne und die Tochter des preußischen Kriegsministers und Generals der Infanterie Gustav von Rauch und dessen zweiter Ehefrau Rosalie, geborene von Holtzendorff.
Die vehement ablehnende persönliche, religiöse und religionspolitische Haltung von König Friedrich Wilhelm IV., dem ältesten Bruder des Bräutigams, verbot eine Eheschließung von Prinz Albrecht und Rosalie von Rauch auf preußischem Territorium. Darüber hinaus standen die Hausgesetze des königlichen Hauses Hohenzollern einer Aufnahme Rosalie von Rauchs in die Familie ihres Ehemannes entgegen.
Nach Fürsprache vor allem von Zarin Alexandra Fjodorowna erfolgte die Hochzeit von Prinz Albrecht und Rosalie im Herzogtum Sachsen-Meiningen. Dort lebte Albrechts älteste Tochter Charlotte, die mit dem Erbprinzen und späteren Herzog Georg II. von Sachsen-Meiningen verheiratet war. Vor der Hochzeit erhob der Herzog Rosalie von Rauch zur Gräfin von Hohenau. Ihr neu geschaffener Familienname Hohenau wirkt wie eine Anspielung auf den Namen der Hohenzollern.
Die Trauung hatte trotzdem nach strengen Vorgaben aus Berlin ohne jedes Aufsehen zu erfolgen und fand im kleinsten Kreis am 13. Juni 1853, einem werktäglichen Montag, in der Dorfkirche von Schweina statt, wo die sachsen-meiningischen Herzöge mit Burg Altenstein ihre Sommerresidenz unterhielten. Zeitungen war jegliche Berichterstattung über die Hochzeit untersagt.
Auch die beiden Söhne von Albrecht und Rosalie, Wilhelm Graf von Hohenau (1854–1930) und Friedrich Graf von Hohenau (1857–1914), gehörten nicht dem preußischen Königshaus an, nicht zuletzt um dynastische Erbansprüche gegenüber dem regierenden Haus Hohenzollern auszuschließen. Beiden wurde jeweils wenige Monate nach ihrer Geburt der sachsen-meiningische Grafenstand zuerkannt. Die preußische Anerkennung des Grafenstandes der Hohenaus gewährte König Wilhelm 1862, der Nachfolger des 1861 verstorbenen Friedrich Wilhelms IV. und spätere deutsche Kaiser.
Beide Hohenau-Brüder und deren Söhne dienten – wie Prinz Albrecht – in der preußischen Armee als Berufsoffiziere in der Gardekavallerie bzw. renommierten Kavallerieregimentern. Die Brüder Wilhelm und Friedrich waren in mehrere Aufsehen erregende Skandale während der Regierungszeit Wilhelms II. verwickelt.
Pferdepassion ließ den Enkel von Prinz Albrecht und der Gräfin Hohenau Wilhelm Graf von Hohenau (1884–1957) zu einem der erfolgreichsten deutschen Spring- und Rennreiter werden, u. a. mit dem Gewinn der Bronzemedaille im Mannschafts-Springreiten bei den Olympischen Sommerspielen 1912 in Stockholm.
Dessen Tochter Charlotte Gräfin von Hohenau (1917–2016) teilte die ausgeprägte Passion ihres Vaters. Der Reit- und Fahrschule für Kellinghusen und Umgebung e.V. ernannte die „Pferdefrau alter Schule“ zu seinem Ehrenmitglied. Mit ihr ist das letzte Familienmitglied der Hohenau verstorben und das Adelsgeschlecht erloschen.

## Schloss Albrechtsberg und Besitzungen in Schlesien

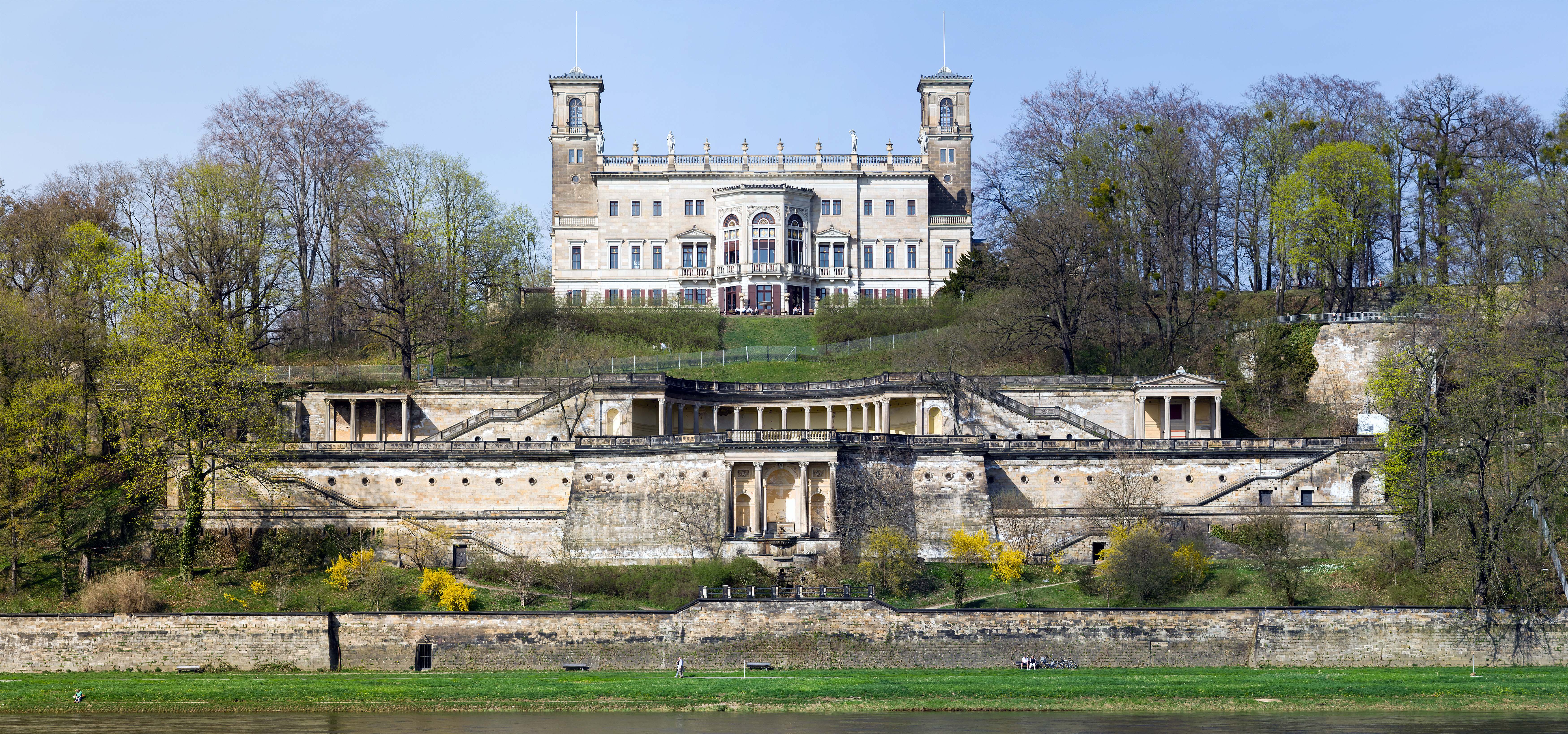
Schloss Albrechtsberg in Dresden-Loschwitz (Elbseite)

- Auf Anweisung des preußischen Königs hatte das Ehepaar Albrecht Prinz von Preußen und Rosalie Gräfin von Hohenau seinen gemeinsamen Wohnsitz außerhalb der preußischen Grenzen zu nehmen. Die Wahl fiel auf Dresden. Um dem hohen Repräsentationsanspruch eines königlichen Prinzen zu genügen, ließ Albrecht von Preußen in den Loschwitzer Elbhängen das royale Schloss Albrechtsberg mit prachtvoller Terrassenanlage und Wasserspielen im preußisch-spätklassizistischen Stil erbauen und benannte es nach sich selbst. Als Architekt wählte er den Schinkel-Schüler Adolph Lohse. Erben von Schloss Albrechtsberg wurden die beiden Söhne von Prinz Albrecht und Rosalie Hohenau, Wilhelm und Friedrich. 1925 veräußerte Wilhelm Graf von Hohenau Schloss Albrechtsberg an die Stadt Dresden, der es seitdem gehört.

- Neben dem Dresdner Schloss Albrechtsberg gehörten den Hohenau in Schlesien bis zur Vertreibung 1945 die Rittergüter Kreuzwald (heute Nowe Sady) und Ochelhermsdorf (heute Ochla) bei Grünberg (heute Teil von Zielona Góra).

## Grablege
Rosalie Gräfin von Hohenau und ihre Söhne sowie einige weitere Familienangehörige wurden im Mausoleum, dem früheren Badehaus im Park von Schloss Albrechtsberg, bestattet. Mit Öffnung des Parks für die Öffentlichkeit wurden 1950 die sterblichen Überreste der Gräfin Hohenau und ihrer dort bestatteten Nachkommen in eine Gruft auf dem Dresdner Waldfriedhof Weißer Hirsch umgebettet. Das Hohenausche Familiengrab auf dem Weißen Hirsch wurde 1968 aufgelöst.

## Wappen
Mit sechs Rosen in seinem Schild nimmt das Wappen der Hohenau Bezug auf den Vornamen von Rosalie Gräfin von Hohenau, auf die die Familie nach ihrer morganatischen Eheschließung mit Albrecht Prinz von Preußen zurückgeht. Das Wappenschild zeigt von rechts oben nach links unten sieben schrägrechts gestellte Teile, und zwar im Wechsel in Silber und Blau. In den blauen Teilen finden sich von rechts oben nach links unten nacheinander zwei, drei und schließlich eine Rose.
Schildhalter ist rechts ein vorwärts sehender goldener Löwe, links ein einwärts sehender wilder Mann, der in seiner Linken eine Keule hält.

## Bekannte Namensträger

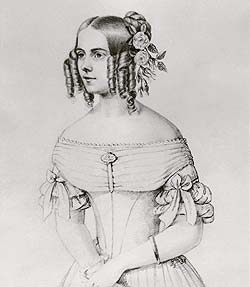
Rosalie Gräfin von Hohenau, geborene von Rauch (1820–1879)
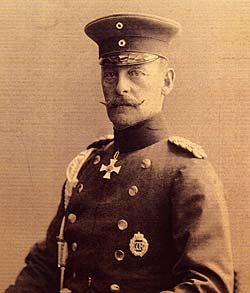
Generalleutnant Wilhelm Graf von Hohenau (1854–1930)
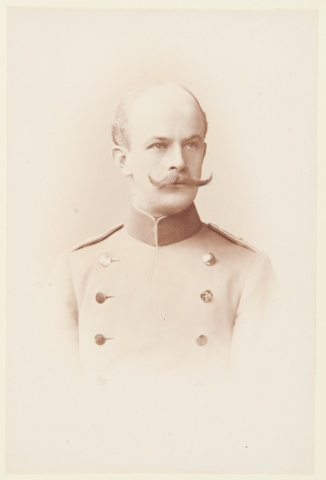
Major Friedrich Graf von Hohenau (1857–1914)

- Rosalie Gräfin von Hohenau, geborene von Rauch (1820–1879), Hofdame der Prinzessin Marianne von Preußen, Prinzessin von Nassau-Oranien, zweite, morganatische Ehefrau des Generaloberst Albrecht Prinz von Preußen
- Wilhelm Graf von Hohenau (1854–1930), preußischer Generalleutnant im militärischen Gefolge Kaiser Wilhelms II.
- Friedrich Graf von Hohenau (1857–1914), preußischer Major a. D., Legationssekretär an der preußischen Gesandtschaft im Königreich Sachsen in Dresden
- Wilhelm (Willi) Graf von Hohenau (1884–1957), Major d. R., Gewinner der Bronzemedaille im Mannschafts-Springreiten bei den Olympischen Sommerspielen 1912
- Friedrich Karl Graf von Hohenau (1895–1929), preußischer Leutnant a. D., Deutscher Meister im Fünferbob 1921[8], Springreiter, an den Folgen eines schweren Reitunfalls verstorben[9]
- Friedrich Franz Graf von Hohenau (1896–1918), gefallen als preußischer Leutnant und Flugzeugführer in der Jagdstaffel 11 unter Rittmeister Manfred Freiherr von Richthofen[10]